# Utrechtse Heuvelrug
Utrechtse Heuvelrug /ˈyːtrɛxtsə ˈhøːvəɫˌrœx/  è un comune olandese di 49 109 abitanti situato nella provincia di Utrecht.
Il comune è stato costituito il 1º gennaio del 2006 unendo i comuni di Amerongen (tranne Elst), Doorn, Driebergen-Rijsenburg, Leersum e Maarn.

## Monumenti e luoghi d'interesse

### Architetture civili
- Castello di Amerongen (nella frazione di Amerongen)[1][2][3]

## Società

### Evoluzione demografica
Al 1º gennaio 2008
| Frazione              | Abitanti |
| --------------------- | -------- |
| Driebergen-Rijsenburg | 18.490   |
| Doorn                 | 10.052   |
| Leersum               | 7.575    |
| Amerongen             | 5.516    |
| Maarn                 | 4.651    |
| Maarsbergen           | 1.325    |
| Overberg              | 1.367    |